# Róma kútjai
A Róma kútjai (olasz címén Fontane di Roma) Ottorino Respighi szimfonikus költeménye, a „Római triptichon” első darabja.

## A mű születése
Respighi 1913-tól a római Santa Cecilia Akadémia zeneszerzéstanára volt, aki zeneszerzőként sokáig nem volt különösebben sikeres, pedig több mint harminc kamaramű, kilenc opera, számos zenekari darab került már ki a tolla alól. 1916-ban írta meg Róma kútjai című zenekari művét, a zenei impresszionizmus egyik fontos művét, aminek elkészültét Arturo Toscanini is szorgalmazta. A mű ősbemutatója 1917. március 11-én volt a római Teatro Augusteóban, Antonio Guarnieri (1880–1952) vezényletével. A bemutató ugyan nem volt különösebben sikeres, de 1918-ban, Milánóban, Toscanini dirigálásával már átütő sikert aratott. A komponista ezzel a művével általános elismertséget szerzett magának, és Toscanini után számos elismert karmester is műsorára tűzte, szerte a világon.

## A zene

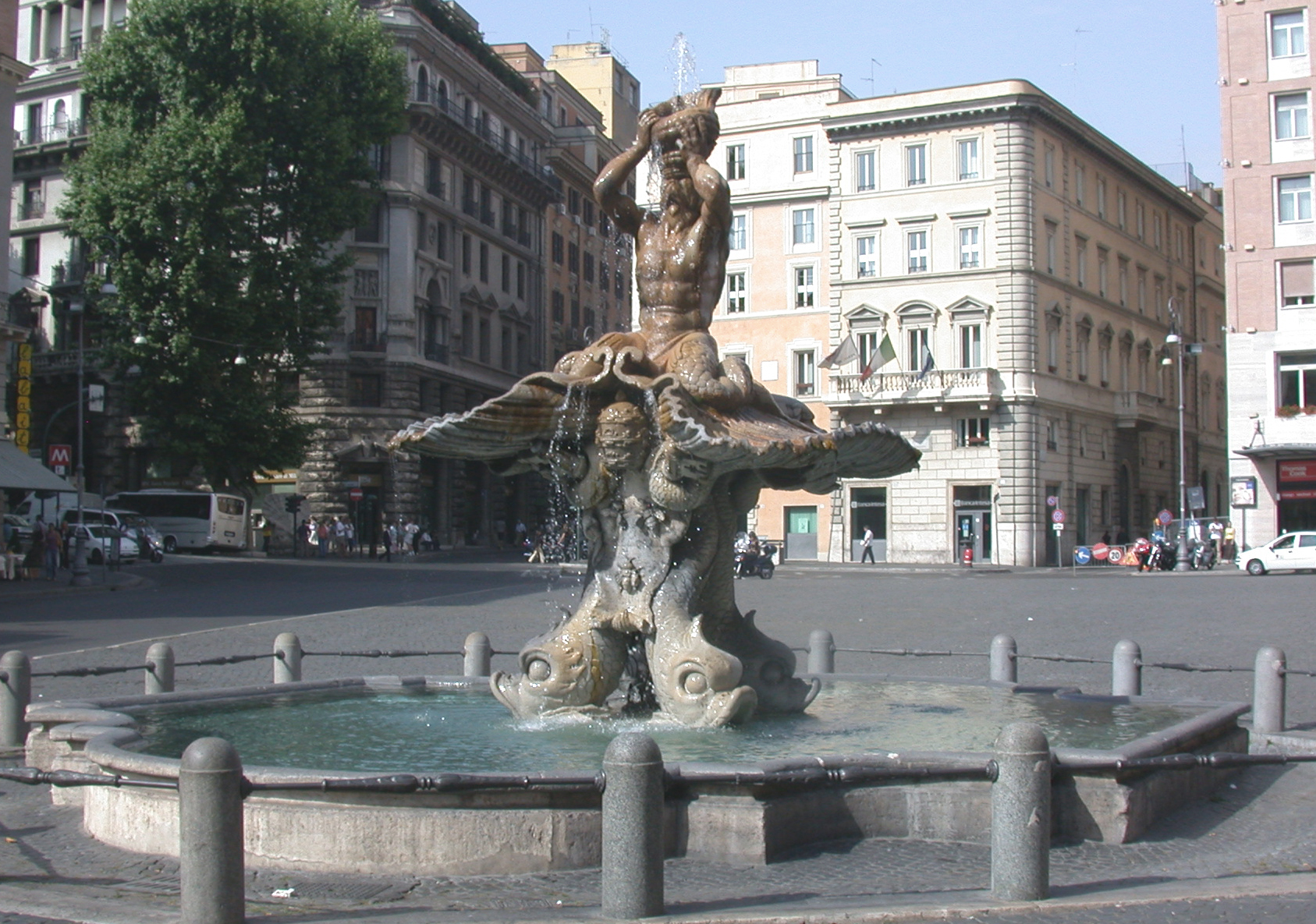
A Tritón-kút

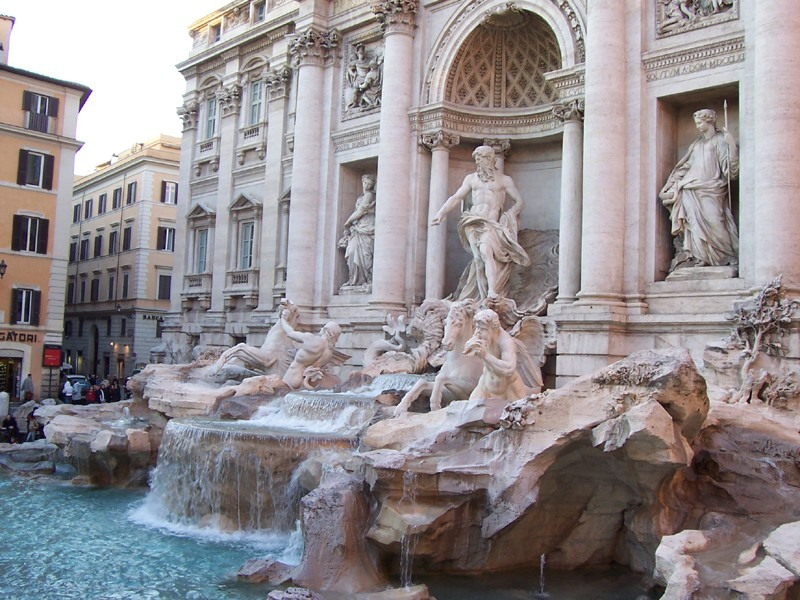
A Trevi-kút

A Róma kútjai hamisítatlan impresszionista szimfonikus költemény. Maga a zeneszerző is erről ír a partitúra első lapján közzétett programban: „Ebben a szimfonikus költeményben a zeneszerző azokat az érzéseket és látványokat kívánja kifejezni, amelyeket Róma négy kútja keltett benne abban a napszakban, amikor jellegük a leginkább összhangban van a környező tájjal, és amikor szépségük a legékesebben szól a szemlélőhöz.” Itt emlékeztetni kell az impresszionista festők hasonló műveire, például Claude Monet-nak a roueni katedrálisról készített sorozatára.
Respighi művének egészében felismerhető a kupolás építkezésmód, ami nemcsak a zenei kompozícióban nyilvánul meg, de még a hangszerelés is ezt a célt szolgálja. Ugyanez figyelhető meg a napszakok egymásutániságában is – a fokozatos kivilágosodástól a déli csúcspontig, majd az ismét elsötétedő lehajló ívig. A szökőkutak földrajzi elhelyezkedésében is felismerhető az építkezés említett módja: egy csendes völgyből a forgalmas centrumba, majd ismét vissza. Az első kút a régi városfalon kívül, a Pincio domb mögötti Valla Giuliában áll, a második a Barberini téren, Róma fontos kereszteződésében, a Trevi-kút a város középpontjában, a negyedik pedig ismét kinn, a Pincio domb közelében áll. Respighi a Róma kútjait zongorára, négykezes változatba is átírta.
Respighi alkotása négytételes, mindegyiknek témája Róma egyik nevezetes kútja, más és más napszakokban.
Első tétel (~4 perc)
A Valle Giulia kútja hajnalban (La fontana di Valle Giulia all’Alba). Andante mosso.
A komponista ezt írja az első tételről: „A költemény első része, amelyet a Valle Giulia kútja ihletett, pásztori tájat juttat eszünkbe: birkanyájak vonulnak és vesznek bele a római hajnal friss és párás ködébe.” A tétel felépítése lazán háromtagú. A zenéből, a hegedűk hangjából ki lehet hallani a víz moraját, a fafúvók témáiból a pásztorsípot.
Második tétel (~2,5 perc)
A Tritón-kút reggel (La fontana del Tritone al mattino). Vivo, Un poco meno allegretto, Più vivo gaiamente.
A szerzői program szerint: „A zenekar trillái felett váratlanul felhangzó kürtszó vezeti be a második részt, a Tritón-kutat. Olyan, mint egy örömteljes hívogató, amelyre csoportosan szaladnak össze a najádok és tritónok, a vízsugarak között táncolva, kergetőzve.” A második tétel attaca (szünet nélkül) követi az elsőt. A felhangzó kürtszó Bernini tritónjának kagylókürtjét szimbolizálja, és ez a hangzat szinte az egész tétel alatt hallható. A tétel valódi témája egy táncdallam, ami a najádok és a tritónok táncát festi elénk.
Harmadik tétel (~3,5 perc)
A Trevi-kút délben (La fontana di Trevi al meriggio). Allegro moderato, Allegro vivace, Più vivace, Largamente, Calmo.
„Ünnepélyes téma hangzik fel a zenekarban. Ez a Trevi-kút, fényes délben. Az ünnepélyes téma a fafúvókról a rezekre vándorol és győzelmes alakot ölt. Fanfárok zendülnek meg: a hullámok ragyogó felszínén Neptun szekere jelenik meg tengeri lovaktól vontatva, szirének és tritonok csapatától kísérve. A kíséret eltávolodik, miközben távolból még hallani a fanfárokat.” A híres kút ma látható formája Niccolò Salvinak köszönhető. Respighi kútjánál az ünnepélyes téma halkan indul, lassan válik egyre fényesebbé, terebélyesebbé, így válik a felépítése kupolás formájúvá. A zenekar egésze a víz örvénylő, morajló hullámzását jeleníti meg, majd halkulva visszatér a darab elejének motívuma.
Negyedik tétel (~6 perc)
A Villa Medici kútja alkonyatkor (La fontana di Villa Medici al tramonto). Andante, Meno mosso, Andante come prima.
„A negyedik rész (A Villa Medici kútja alkonyatkor) szomorú témával jelentkezik, amely csendes vízcsobogásból emelkedik ki. Ez a naplemente vágyakozásteljes órája. A levegő telve van harangzúgással, madárcsicsergéssel, lombsusogással. Azután minden lassan megnyugszik az éjszaka csendjében.”

## Hangszerelés
A zenekar összetétele: piccolo, két fuvola, két oboa, angolkürt, két klarinét, basszusklarinét, két fagott, négy kürt, három trombita, három harsona, tuba, üstdob, cintányér, triangulum, harang, metallofon, orgona (ad lib.), zongora, cseleszta, vonós hangszerek.
A darab előadása általában 16–17 percig tart.